# Liriomyza tragopogonis
Liriomyza tragopogonis är en tvåvingeart som beskrevs av de Meijere 1928. Liriomyza tragopogonis ingår i släktet Liriomyza och familjen minerarflugor. Arten är reproducerande i Sverige. Inga underarter finns listade i Catalogue of Life.